# Арокхтчабахоутюн
„Арокхтчабахоутюн“ (на български: Здравеопазване) е месечно списание в България на арменски език.
Издадени са два броя – на 15 ноември и през декември 1905 г. в Русе. В него се поместват материали свързани с причините на болестите и предпазването от тях. Редактор е Г. Калфаян. Отпечатва се в печатница „Ориентал“ – Варна. Мотото на списанието е: „Чистота на кръвта, изобилие на кръв, качество на кръвта, неопетненост на тъканта, хармония на органите – е състояние на идеално здраве. Морална подготовка, умствена школовка и физическо възпитание – ето ключа
на здравето.“.